# Kuhnke GmbH
Kuhnke GmbH este o companie germană producătoare de componente electrice și electronice pentru industria auto.
În anul 2010, Kuhnke avea 980 de angajați în centrele de producție Malente (Germania), Sibiu (Romania) și Limena (Italia).
Compania mai deține filiale de vânzări în majoritatea țărilor europene, în SUA, America Latină, Asia, Africa și Australia.

## Kuhnke în România
Firma Kuhnke Production România s-a înființat în 1998 la Sibiu, având ca acționar majoritar firma Kuhnke GmbH din Malente, Germania.
Număr de angajați:
- 2010: 392 [3]
- 2009: 290 [3]

Cifra de afaceri:
- 2010: 25,5 milioane euro[3]
- 2008: 17,3 milioane euro[4]
- 2005: 12,5 milioane euro[2]
- 2004: 10 milioane euro[1]
- 2003: 6 milioane euro[1]